# Parechthrodryinus prolatus
Parechthrodryinus prolatus är en stekelart som först beskrevs av Prinsloo och Annecke 1978.  Parechthrodryinus prolatus ingår i släktet Parechthrodryinus och familjen sköldlussteklar. Inga underarter finns listade i Catalogue of Life.